# Dochmius
Dochmius (altgriechisch δόχμιος dochmios, deutsch ‚der Krumme‘) bezeichnet in der antiken Verslehre eine metrische Form nach dem Schema
◡——◡—
Dies ist jedoch nur die Grundform, die in der metrischen Literatur mit δ abgekürzt wird. Durch Auflösung von Längen und die Zusammenziehung entstehender Doppelkürzen entstehen zahlreiche Varianten, sodass man meist von der Gruppe der Dochmien spricht.
In der Tragödie markiert der Dochmius den emotionalen Effekt.
Durch Anaklasis der ersten beiden Elemente entsteht aus der Grundform der Hypodochmius.